# イム・サンス
イム・サンス（임상수, 1962年4月27日 - ）は、韓国の映画監督、脚本家である。

## 人物
監督映画のうち、『ハウスメイド』（2010年）と『蜜の味 〜テイスト オブ マネー〜』（2012年）がカンヌ国際映画祭コンペティション部門に選ばれている。

## フィルモグラフィ

### 監督作品
- ディナーの後に 처녀들의 저녁식사 (1998) 兼脚本
- 눈물 (2000、日本未公開) 兼脚本
- 浮気な家族 바람난 가족 (2003) 兼脚本
- ユゴ 大統領有故 그때 그사람들 (2005) 兼脚本
- なつかしの庭 오래된 정원 (2006)
- ハウスメイド 하녀 (2010) 兼脚本
- 蜜の味 〜テイスト オブ マネー〜 돈의 맛 (2012)
- リオ、アイラブユー Rio, Eu Te Amo (2014) オムニバス映画

### 脚本作品
- 永遠なる帝国 영원한 제국 (1995)
- インディアン・サマー 인디안 썸머 (2001)